# Bis zur letzten Sekunde (Fernsehfilm)
Bis zur letzten Sekunde ist ein 90-minütiges Spielfilm-Special der deutschen Arztserie In aller Freundschaft aus dem Jahr 2013.

## Hintergrund
Der Spielfilm bildet ein Crossover zwischen den Fernsehserien In aller Freundschaft und Heiter bis tödlich: Akte Ex. Durch dieses Crossover bilden In aller Freundschaft sowie Tierärztin Dr. Mertens zusammen mit Marienhof, Schloss Einstein, In aller Freundschaft – Die jungen Ärzte, Heiter bis tödlich: Akte Ex und Verbotene Liebe ein Serienuniversum.

### Produktion
Produziert wurde Bis zur letzten Sekunde im Jahr 2013 in Leipzig und Umgebung. Besondere Drehorte waren die Galopprennbahn Scheibenholz und der Bergbau-Technik-Park.
Als Produktionsunternehmen fungierte Saxonia Media im Auftrag des MDR Fernsehens und der ARD Degeto. Die Gesamtleitung übernahm Jana Brandt.

### Ausstrahlung
Die Erstausstrahlung des Spielfilms fand am 25. Dezember 2013 auf dem 20:15-Uhr-Sendeplatz des Ersten statt.

## Handlung
Dr. Philipp Brentano ist Arzt vom Dienst während der Rennen auf der Galopprennbahn Scheibenholz in Leipzig. Er liegt derzeit in einer unsäglichen Auseinandersetzung mit Dr. Niklas Ahrend um die Stelle als Oberarzt an der Sachsenklinik und wittert hinter jedem und allem etwas gegen ihn. So auch wegen eines von ihm verfassten Fachartikels, den ihm Chefarzt Dr. Roland Heilmann zur Überarbeitung zurückgegeben hat. Brentanos Frau Arzu ist mit ihren beiden Söhnen Oskar und Max ebenfalls anwesend, sie macht sich nicht nur wegen der Streitereien Sorgen um Philipp, sondern auch um Sohn Max, der ein wenig fiebrig ist. Verwaltungsdirektorin Sarah Marquardt, zusammen mit Dr. Rolf Kaminski und Gesundheitsdezernent Jürgen Strauber auf der Tribüne, sucht derweil krampfhaft nach dem Klinikdirektor Prof. Gernot Simoni, der den Siegerkranz des nächsten Rennens, welches unter dem Patronat der Sachsenklinik steht, überreichen sollte. Beim Wettschalter macht sich Barbara Grigoleit über den Hut von Charlotte Gauss lustig, als sie Professor Simoni mit seiner Freundin Ingrid entdecken, die den gleichen Hut wie Charlotte trägt. Während Ingrid nun nicht mehr ans Rennen will, hat Charlotte keine Lust mehr, den Hut zu tragen.
Daniela Seibel ist an der Rennvorbereitung ihres Pferdes Swallow, als ihr Freund und Hufschmid Falk Bürger vorbeischaut. Eigentlich will er ihr einen Talisman schenken, doch in diesem Moment taucht Danielas Vater Ulrich auf, der gar nichts von Falk hält. Als Daniela beim Einlaufen von Swallow an der Longe ist, kommt Falk wieder dazu um ihr den Anhänger zu geben. Daniela ist kurz abgelenkt, als Swallow scheut und davon rennt. Da Daniela die Longe um ihr Handgelenk gewickelt hatte, wird sie mitgerissen und stürzt unglücklich. Sie trägt einen blauen Flecken davon, den sie mit Salbe behandeln will. Falk soll ihr aus dem Wagen die Salbe reichen, stattdessen entdeckt er einen positiven Schwangerschaftstest. Er ist enttäuscht, dass sie ihm nichts davon gesagt hat, aber sie erklärt ihm, dass sie selbst noch nicht weiß, wie es weitergehen soll. Kurz darauf geht sie trotz Schmerzen an den Start und liegt zunächst auch in Führung, bis die Schmerzen unerträglich werden und sie vom Pferd stürzt. Dr. Brentano sieht dies und eilt sofort zu ihr. Aus dem blauen Fleck ist zwischenzeitlich ein großes Hämatom geworden, was eine Einweisung in die Sachsenklinik notwendig macht.
Bei der Einlieferung will sich Dr. Ahrend als diensthabender Arzt um die Patientin kümmern, aber Dr. Brentano ist dagegen, da es seine Patientin ist. Beim Ultraschall stellt er fest, dass sich das Hämatom vergrößert hat, mit dem Baby aber alles in Ordnung ist. Da Arzu mit Max in der Zwischenzeit in die Klinik gekommen ist, geht Dr. Brentano kurz von seiner Patientin weg, um sich um seinen Sohn zu kümmern. Dr. Ahrend hat ihn aber bereits untersucht und diagnostiziert, was Dr. Brentano natürlich nicht passt. In der Zwischenzeit sieht Dr. Ahrend nach Daniela Seibel und entdeckt auf dem Ultraschallbild eine Veränderung der Gebärmutter, die Dr. Brentano übersehen hat. Er konfrontiert ihn damit, worauf er nicht nur mit ihm, sondern auch mit Arzu Streit bekommt.
In den Stallungen treffen Ulrich Seibel und Falk Bürger aufeinander. Der Tierarzt war soeben da und hat die Verletzung von Swallow untersucht, Falk will wissen ob es am Huf lag, aber stattdessen geraten die beiden wieder wegen Daniela aneinander was darin gipfelt, dass Seibel ihm einen Faustschlag versetzt. Er verbietet ihm, Daniela in der Klinik zu besuchen, aber Falk hört nicht auf ihn. Als er bei Daniela im Zimmer ist, überbringt Dr. Ahrend die schlechte Diagnose. Er ordnet auch weitere Untersuchungen an, um festzustellen ob es sich um Krebs handelt. Kurze Zeit später trifft auch Danielas Vater in der Klinik ein. Als er von der Diagnose hört, muss er seiner Tochter gestehen, dass ihre Mutter an Gebärmutterkrebs gestorben ist und nicht – wie Daniela bisher annahm – bei ihrer Geburt.
Charlotte Gauss hat beim Pferderennen gewonnen und lädt deshalb Barbara, Frau Marquardt, Dr. Kaminski und Gesundheitsdezernet Strauber zu einem Umtrunk ein. Strauber hat, wie schon bei der Siegerehrung, plötzlich Schmerzen und muss zur Toilette. Dr. Kaminski ahnt, dass da etwas nicht stimmt und soll Recht bekommen. Als Strauber von der Toilette zurückkommt, spricht er ihn darauf an, wie sich herausstellt, hat er mit großer Wahrscheinlichkeit einen Blasenstein. Bevor es zu einem Eingriff in der Klinik kommt empfiehlt ihm Dr. Kaminski ein altes Hausmittel: warmes Bier.
In der Klinik spitzen sich die Ereignisse zu, Danielas Vater besteht weiterhin auf einer Operation, Dr. Ahrend auch, während Dr. Brentano zuerst einen Pap-Test machen will, welcher dann auch zeigt, dass man derzeit keinen Eingriff machen muss. Dies beruhigt die Situation aber nicht, Dr. Ahrend und Dr. Brentano streiten weiter, auch Dr. Globisch kann keinen Einfluss auf die beiden nehmen. Da Ulrich Seibel aber Angst um seine Tochter hat, nutzt er eine unübersichtliche Situation im Eingangsbereich des Krankenhauses aus und entführt Max um die Operation seiner Tochter bei Dr. Brentano zu erzwingen. Daniela bittet derweil Falk, ihn nach Hause zu bringen, da sie es im Krankenhaus nicht mehr aushält.
Dr. Brentano und Dr. Ahrend müssen sich gerade eine Standpauke von Dr. Heilmann anhören, als Arzu ins Büro stürmt um Philipp über die Entführung zu informieren. Sie macht sich Sorgen um Max, weil er alle vier Stunden Antibiotika zu sich nehmen sollte. Dr. Heilmann schlägt vor, die Polizei einzuschalten, aber Arzu lehnt dies ab, weil Seidel gesagt hat, er tue Max etwas an, wenn sie die Polizei verständigt. Aber Dr. Heilmann will sichergehen und ruft die Polizei an, als zufällig die Kommissare Katzer und Hundt im Schwesterzimmer sind, weil sie einen Unfall hatten und Prof. Simoni erste Hilfe geleistet hat. Ingrid Rischke hat sie deshalb in die Klinik begleitet. Katzer und Hundt geben sich als Polizisten zu erkennen und übernehmen den Fall. Als erstes müssen Daniela und Falk in die Klinik zurückkehren, Arzu und Niklas fahren deshalb zur Schmiede um sie über die Vorgänge zu informieren und abzuholen. Als sie dort eintreffen ruft gerade Danielas Vater an und verlangt von den Ärzten, dass er über das Video des Mobiltelefons der Operation beiwohnen kann. Da Daniela sowieso wieder Schmerzen verspürt, bringt Falk sie in die Klinik. Arzu und Niklas fahren zu den Stallungen, da sie Danielas Vater mit Max dort vermuten. Er ist in der Zwischenzeit aber in den Bergbau-Technik-Park geflüchtet, was die beiden aber nicht wissen. Bei der Suche in den Stallungen öffnet Arzu die Türe einer Pferdebox, da sie ein Geräusch gehört hat. Aber sie kommt unvermittelt in Gefahr, weil das Pferd ausschlägt, Niklas kann sie im letzten Moment retten, erleidet beim Sturz aber eine Gehirnerschütterung und eine Platzwunde.
Ulrich Seibel nimmt unterwegs wieder Kontakt mit Dr. Brentano auf, der ihn aber hinhalten muss, weil Daniela noch nicht in der Klinik eingetroffen ist. Sie ist auf dem Weg ohnmächtig geworden, weshalb Falk angehalten hat. Dr. Heilmann und Dr. Globisch unterstützen ihn bei der Scharade. Als Seibel das nächste Mal anruft, ist Daniela immer noch nicht im OP. Aber in dem Moment trifft sie ein. Sie verlangt von ihrem Vater, dass er zuerst Max zurückbringt, bevor sie sich operieren lässt. Da bricht ihr Vater mit einem kardiogenen Schock zusammen. Weil ihm dabei das Handy runterfällt kann Dr. Heilmann auf dem Bild erkennen, wo er sich befindet. Er verständigt die Kommissare, welche sich mit Arzu auf den Weg dorthin machen. Max bekommt endlich seine Medizin und danach muss Arzu helfen, Ulrich Seidel zu retten. Sie tut dies mit einem gezielten Faustschlag auf sein Herz, worauf er wieder zu sich kommt. Dr. Heilmann operiert inzwischen die Einblutung von Danielas Hämatom, doch es gibt Komplikationen. Glücklicherweise können sie gelöst werden und die Operation gelingt, ohne dass die Gebärmutter geschädigt wird. Dr. Brentano versorgt gleichzeitig Dr. Ahrend, die beiden sehen endlich ein was für einen Mist sie gebaut haben. Arzu kommt mit Max dazu und stellt fest, dass alles gut werden kann. Zudem erfährt Dr. Brentano von Dr. Heilmann, dass er der neue Oberarzt wird.
Nach allen Turbulenzen bedanken und verabschieden sich Arzu und Philipp vor der Klinik von den Kommissaren Katzer und Hundt, die zurück nach Weimar müssen.

## Besetzung

### Hauptdarsteller
| Schauspieler          | Rollenname           | Rolle                                                                                                 |
| --------------------- | -------------------- | --- |
| Thomas Koch           | Dr. Philipp Brentano | Stationsarzt; Facharzt der Chirurgie Ehemann von Arzu Ritter                                          |
| Arzu Bazman           | Arzu Ritter          | Krankenschwester Ehefrau von Dr. Philipp Brentano                                                     |
| Roy Peter Link        | Dr. Niklas Ahrend    | Facharzt der Chirurgie und Gynäkologie Vater von Max Brentano; Halbbruder von Dr. Kathrin Globisch    |
| Thomas Rühmann        | Dr. Roland Heilmann  | Chefarzt der Chirurgie Ehemann von Pia Heilmann; Vater von Lisa Schroth; Großvater von Jonas Heilmann |
| Jörg Schüttauf        | Ulrich Seibel        | Vater von Daniela Seibel                                                                              |
| Cornelia Gröschel     | Daniela Seibel       | Rennreiterin Tochter von Ulrich Seibel                                                                |
| Johann David Talinski | Falk Bürger          | Freund von Daniela Seibel                                                                             |
| Isabell Gerschke      | Kristina Katzer      | Kommissarin                                                                                           |
| Oliver Franck         | Lukas Hundt          | Kommissar                                                                                             |
| Jaecki Schwarz        | Jürgen Strauber      | Gesundheitsdezernent                                                                                  |

### Nebendarsteller
| Schauspieler          | Rollenname              | Rolle                                                                                        |
| --------------------- | ----------------------- | -------------------------------------------------------------------------------------------- |
| Udo Schenk            | Dr. Rolf Kaminski       | Belegarzt; Facharzt für Urologie und Chirurgie                                               |
| Alexa Maria Surholt   | Sarah Marquardt         | Verwaltungsdirektorin                                                                        |
| Ursula Karusseit      | Charlotte Gauss         | Ehefrau von Otto Stein                                                                       |
| Uta Schorn            | Barbara Grigoleit       | Sekretärin von Prof. Dr. Gernot Simoni                                                       |
| Dieter Bellmann       | Prof. Dr. Gernot Simoni | Klinikleiter und Ärztlicher Direktor Lebensgefährte von Ingrid Rischke                       |
| Jutta Kammann         | Ingrid Rischke          | Oberschwester Lebensgefährtin von Prof. Dr. Gernot Simoni                                    |
| Hendrikje Fitz        | Pia Heilmann            | Ehefrau von Dr. Roland Heilmann; Stiefmutter von Lisa Schroth; Großmutter von Jonas Heilmann |
| Andrea Kathrin Loewig | Dr. Kathrin Globisch    | Oberärztin der Anästhesiologie und Chirurgie                                                 |
| Maren Gilzer          | Yvonne Habermann        | Krankenschwester                                                                             |
| Michael Trischan      | Hans-Peter Brenner      | Krankenpfleger                                                                               |
| Ella Zirzow           | Lisa Schroth            | Schülerin Tochter von Dr. Roland Heilmann                                                    |
| Anthony Petrifke      | Jonas Heilmann          | Schüler Enkel von Pia und Dr. Roland Heilmann                                                |
| Leonard Scholz        | Oskar Brentano          | Sohn von Arzu Ritter und Dr. Philipp Brentano                                                |

## Rezeption

### Einschaltquoten
Die Erstausstrahlung des Serien-Specials in Spielfilmlänge am 25. Dezember 2013 verfolgten 4,57 Millionen Zuschauer. Dies entsprach einem Marktanteil von 14,3 %. In der Zielgruppe der 14- bis 49-Jährigen erzielte der Film eine Einschaltquote von 0,85 Millionen Zuschauern, was einem Marktanteil von 7,0 % bedeutete.